# رودي أرنولد
رودي أرنولد (بالإنجليزية: Rudy Arnold)‏ هو مصور أمريكي، ولد في 1902، وتوفي في 1966.